# مزرعه محمد
مزرعه محمد یک منطقهٔ مسکونی در ایران است که در دهستان جبل واقع شده‌است.